# (1608) Muñoz
Pour les articles homonymes, voir Muñoz.
(1608) Muñoz est un astéroïde de la ceinture principale.

## Description
(1608) Muñoz est un astéroïde de la ceinture principale. Il fut découvert le 1er septembre 1951 à La Plata par Miguel Itzigsohn. Il présente une orbite caractérisée par un demi-grand axe de 2,21 UA, une excentricité de 0,17 et une inclinaison de 3,9° par rapport à l'écliptique.

## Nom
(1608) Muñoz fut nommé en mémoire de F. A. Muñoz, assistant de l'observatoire de La Plata au département d'astronomie extra-méridienne, dirigé par Miguel Itzigsohn. La citation de nommage lui rendant hommage, publiée le 1er août 1980, mentionne : 

« Nommé en mémoire de F. A. Muñoz, un assistant du département d'astronomie extra-méridienne à l'observatoire de La Plata, et impliqué dans le calcul et l'observation des astéroïdes pendant de nombreuses années; il a également participé activement aux tests sur site du télescope argentin de 2,15 m. »

— Minor Planet Circular 5449,

## Compléments